# Minerva (tidsskrift)
 For alternative betydninger, se Minerva (flertydig). (Se også artikler, som begynder med Minerva)
Minerva var et dansk tidsskrift der udkom i perioden 1785-1808.

## Tidsskriftets historie
Det blev oprettet af Christen Henriksen Pram og Knud Lyne Rahbek som begge var medlemmer af Drejers Klub, og tidsskriftet blev da også snart anset for at være husorgan for klubben med sine borgerlige og oplysningsvenlige meninger. 1790-1793 redigeredes det af Pram alene, 1794-1798 af Rahbek alene, 1798-1799 af Rahbek og Peter Collet og fra 1799 til 1808 af Rahbek alene. Fra 1806 til 1808 (hvor udgivelsen stoppedes) udkom det under navnet Ny Minerva. Ifølge Salomon Soldins nekrolog over Peter Collett, indbragte chefredaktørstillingen af tidsskriftet i slutningen af 1790'erne 600 rigsdaler, som Rahbek tilbød at dele med Collett da denne var blevet afskediget fra sit embede i Danske Kancelli efter en kontroversiel anmeldelse af Michael Gottlieb Birckners bog Om Trykkefriheden og dens Love.
1815-1819 udgav Rahbek bladet Dansk Minerva, og i 1828-1830 bladet Tritogenia. Et Maanedsskrift, som Fortsættelse af Minerva, der begge skulle prøve at genoplive det oprindelige tidsskrifts succes, dog uden synderlig held.
Rahbeks tanke var, at indholdet væsentlig skulle være skønlitterært, men Pram ville drage hele samfundslivet ind under tidsskriftets behandling, så det kom til at omfatte både skønlitteraturen, de religiøse bevægelser, den økonomiske udvikling, undervisningen, politikken m.m.
Pram fik sin plan sat igennem -- heldigvis; thi han kom derved til at skabe et tidsskrift, der vel nok er enestående i dansk litteratur. I det har, skriver Rasmus Nyerup, "næsten alle Landets bogskrivende Mennesker taget Del, lige fra ham af, hvis Plads er ved Siden af Tronen, og indtil Bonden bag Ploven, og de have heri henlagt hver sit Kontingent til Massen af de Ideer, som i de sidste 16 Aar have sysselsat alle tænkende Hoveder i tvende Kongeriger".
Fra 1785 til 1808 var det et forum for mødet mellem intellektuelle, embedsmænd og det læsende publikum. Månedsskriftet havde stor indflydelse på opinionsdannelsen i borgerlige kredse også uden for København.

## Den historiske artikel
Mest banebrydende i tidsskriftet blev den faste "historiske" artikel (under titlen Historien), som i realiteten var en reportage om udenrigspolitiske nyheder. Især efter udbruddet af den franske revolution i 1789, revolutionskrigene som fulgte og endelig Napoleonskrigene, blev denne artikel vigtig for bladet. Ved hjælp af læsning af udenlandske tidsskrifter og korrespondance med udlændinge og danskere i udlandet fremstod denne artikel som den grundigste danske reportage om de vigtigste begivenheder i verden. Foruden selve den historiske artikel bragtes også ofte tillæg til den historiske artikel, der var oversatte relevante dokumenter, såsom f.eks. referater af debatterne i det franske parlament, som belyste emnerne i selve artiklen. Fra marts 1796 bragtes udførlige referater af debatten om trykkefriheden i Frankrig, der var ment som indlæg i den danske trykkefrihedsdebat der blev ført i denne periode
Artiklerne blev i starten skrevet af Pram (fra januar 1793 og de næste 3 måneder af Jens Kragh Høst som måtte stoppe fordi de 50 rigsdaler årlig som han skulle modtage for dette, ikke var tilstrækkelig), men overtoges derefter af Rahbek. I 1798 modtog Rahbek en advarsel af danske Kancelli i forbindelse med en udtalelse i den historiske artikel om Danmarks neutralitetspolitik og brugen af denne til personlig vinding. Som følge af dette valgte Rahbek at søge om afsked fra sit professorembede.